# 甘招镇
甘招乡，是中华人民共和国辽宁省朝阳市喀喇沁左翼蒙古族自治县下辖的一个乡镇级行政单位。

## 行政区划
甘招乡下辖以下地区：
甘招村、河沿村、三家村、宋家店村、东赤里赤村、西赤里赤村、羊草沟门村、章吉营子村、西沟村和王营子村。